# فریتس هولینگز
فریتس هولینگز (به انگلیسی: Fritz Hollings) سناتور سابق عضو حزب دموکرات ایالات متحده آمریکا بود. وی در سال ۱۹۶۶ تا ۲۰۰۵ میلادی سناتور ایالت کارولینای جنوبی در سنای ایالات متحده آمریکا بود. وی در ۶ آوریل ۲۰۱۹ درگذشت.